# 파인엠텍
주식회사 파인엠텍(영어: Fine M-Tec)은 대한민국의 전자부품 기업으로, 베트남 하노이에 2곳의 생산 기지를 가지고 있다.

## 역사
2022년 9월 1일에 파인테크닉스로부터 인적 분할하며 설립되었으며,동년 10월 7일에 코스닥 시장에 상장하였다.

## 본점 및 지점 현황
- 본사: 경기도 안양시 만안구 전파로 24번길 93 (안양동200-7)
- 화성사업장: 경기도 화성시 팔탄면 월문리 44번지